# Isaac Seumalo
Isaac Seumalo (Corvallis, Oregón, 29 de octubre de 1993) es un jugador profesional estadounidense de fútbol americano que se desempeña en la posición de lineman en Pittsburgh Steelers, equipo de la National Football League (NFL).

## Carrera
Fue seleccionado en la tercera ronda en la Reunión Anual de Selección de Jugadores de la NFL de 2016. Hizo su debut profesional con el equipo Philadelphia Eagles, en el cual jugó siete temporadas (2016-2023), luego pasó a Pittsburgh Steelers, donde lleva jugando una temporada.